# Heinrich Wilhelm Lehmann
Heinrich Wilhelm Lehmann (* 29. Mai 1799 in Großwenden; † 19. März 1866 in Berlin) war ein preußischer Generalmajor und Inspekteur der 4. Festungs-Inspektion.

## Leben

### Herkunft
Heinrich Wilhelm war ein Sohn des Bürgermeisters von Glogau Johann Caspar August Lehmann und dessen Ehefrau Juste, geborene Glotke.

### Militärkarriere
Nach dem Besuch des Gymnasiums in Nordhausen wurde Lehmann 1814 Forsteleve im Forstrevier Branderode und trat am 11. Juni 1815 als Jäger in das Garde-Jäger-Bataillon der Preußischen Armee ein. Unter Beförderung zum Sekondeleutnant wurde er am 11. März 1819 zur 2. Ingenieur-Brigade kommandiert und zugleich der 5. Pionier-Abteilung aggregiert. Am 27. Mai 1820 wurde er dort einrangiert und versah Fortifikationsdienst in Glogau. Im Jahr 1824 rückte Lehmann zum Abteilungsadjutanten auf, avancierte Ende April 1831 zum Premierleutnant und wurde als 2. Adjutant der 2. Ingenieur-Inspektion kommandiert. Am 24. März 1839 stieg er dort zum 1. Adjutanten auf und am 29. März 1840 erhielt er seine Beförderung zum Hauptmann. Unter Belassung in seiner Stellung wurde er am 30. November 1841 in die Adjutantur versetzt und am 9. Juli 1846 zum Major befördert. Zugleich war Lehmann ab dem 9. September 1846 als Mitglied der Studienkommission der Artillerie- und Ingenieurschule sowie als Mitglied der Prüfungskommission für Hauptleute II. Klasse und Premierleutnants des Ingenieurkorps tätig. Am 6. März 1849 wurde er Adjutant der Generalinspektion der Festungen und des Ingenieur- und Pionierkorps. In dieser Eigenschaft am 22. März 1851 zum Oberstleutnant befördert, wurde Lehmann am 5. April 1853 zum Inspekteur der 1. Pionier-Inspektion ernannt. Dort wurde er am 13. Juli 1854 Oberst und am 7. März 1857 als Inspekteur der 4. Festungs-Inspektion nach Magdeburg versetzt. Lehmann stieg Ende November 1858 zum Generalmajor auf und erhielt am 3. Oktober 1859 den Roten Adlerorden II. Klasse mit Eichenlaub. Ab 6. Juni 1861 erhielt er in seiner Dienststellung ein Gehalt von 3000 Talern. Am 15. April 1862 wurde er mit Pension zur Disposition gestellt. Er starb am 19. März 1866 in Berlin und wurde am 22. März 1866 auf dem Friedhof in der Hasenheide beigesetzt.

### Familie
Lehmann heiratete am 31. Januar 1836 in Glogau Auguste Luise Emilie Kretschmer (1800–1861), die Tochter des Glogauer Krämers Kretschmer.